# Consonne occlusive alvéolaire voisée
La consonne occlusive alvéolaire voisée est un son consonantique fréquent dans de nombreuses langues. Son symbole dans l'alphabet phonétique international est [d], un D minuscule, mais celui-ci peut aussi représenter une consonne occlusive dentale voisée ; la dentale et l’alvéolaire peuvent être distinguées en utilisant [d̪] avec le signe diacritique indiquant l’articulation dentale et [d], sans signe diacritique, ou [d͇], avec le signe diacritique des extensions de l’alphabet phonétique international, pour l’articulation alvéolaire.
Selon les langues, il peut être simple [d], aspiré [dʰ], murmuré [d̤], palatalisé [dʲ], labialisé [dʷ], assourdi [d̥], pharyngalisé [dˁ], etc.

## Caractéristiques
Voici les caractéristiques de la consonne occlusive alvéolaire voisée :
- son mode d'articulation est occlusif, ce qui signifie qu'elle est produite en obstruant l’air du chenal vocal ;
- son point d'articulation est alvéolaire, ce qui signifie qu'elle est articulée avec soit la pointe (apical) soit la lame (laminal) de la langue contre la crête alvéolaire ;
- sa phonation est voisée, ce qui signifie que les cordes vocales vibrent lors de l’articulation ;
- C'est une consonne orale, ce qui signifie que l'air ne s'échappe que par la bouche.
- c'est une consonne centrale, ce qui signifie qu’elle est produite en laissant l'air passer au-dessus du milieu de la langue, plutôt que par les côtés ;
- son mécanisme de courant d'air est égressif pulmonaire, ce qui signifie qu'elle est articulée en poussant l'air par les poumons et à travers le chenal vocatoire, plutôt que par la glotte ou la bouche.

## En français
Contrairement à plusieurs langues, le /d/ français est dental [d̪].

## Dans les autres langues
L'italien possède le /d/, par exemple pour les mots dunque, idra et caldo.